# Хуан Мануел Легуизамон
Хуан Мануел Легуизамон (енгл. Juan Manuel Leguizamón; 6. јун 1983) професионални је рагбиста и аргентински репрезентативац, који тренутно игра за француског друголигаша Олимпик Лион. Висок 190 цм, тежак 104 кг, у каријери је пре Лиона играо за Лондон Ајриш (60 утакмица, 40 поена) и Стад Франс (66 утакмица и 30 поена). За Лион је до сада одиграо 61 утакмицу и постигао 35 поена. За аргентинску репрезентацију је дебитовао у априлу 2005. против Јапана и постигао је есеј на свом дебију у победи Аргентине 68-36. Бранио је боје Аргентине на 3 светска првенства (2007, 2011 и 2015). За репрезентацију Аргентине је до сада одиграо 65 тест мечева и постигао 50 поена., 